# Florentin Iosif
Florentin Iosif (n. 5 martie 1936, satul Toager, comuna Giera, județul Timiș – d. 31 mai 2013, Comuna Glimboca, Caraș-Severin) a fost un cântăreț de muzică populară din Banat.

## Biografie
S-a nascut la 5 martie 1936, la Toager, comuna Giera, judetul Timis.
De mic copil a indragit muzica populara si a inceput sa cante alaturi de cei trei frati ai sai pe scena caminului cultural din localitatea natală. Ulterior a activat la Ansamblul Ciocarlia alaturi de alte nume mari ai muzicii populare: Maria Tanase, Lucretia Ciobanu, Ioana Radu si altii.
Din repertoriul lui Florentin Iosif amintim cantece precum: La birtuțu din pădure, Banii, Trecui seara pe uliță, Vino mandră totdeauna, Hai mandra mea, Dragu-mi-i, mândră, de tine, Mândruliță bănațeană, Lu Maica-ta-i pare bine, Cine trece-acuma dealul.

## Discografie
| An   | Titlul albumului și numărul de catalog      | Format           | Piese | Acompaniament                                                                                | Casa de discuri | Observații / Specificări |
| ---- | ------------------------------------------- | ---------------- | --- | -------------------------------------------------------------------------------------------- | --------------- | ------------------------ |
| 1964 | EPC 482 La maică-ta-i pare bine             | vinil, EP, 17 cm | 1. La maică-ta-i pare bine 2. Am o mândră drăgălașă                                                               | orchestra „Doina Banatului” din Caransebeș Dirijori: Nicolae L. Perescu (1), Chera Pavel (2) | Electrecord     | disc colectiv            |
| 1966 | EPC 725 La birtuțu' din pădure              | vinil, EP, 17 cm | 1. La birtuțu din pădure 2. O zis mândra către mine 3. Cine trece-acum dealul 4. Mândruliță bănățeană             | orchestra „Doina Banatului” din Caransebeș Dirijor: Mihu Crăciun                             | Electrecord     |                          |
| 1966 | EPE 0281 Muzică populară transilvăneană     | vinil, LP, 30 cm | 5. La birtuțu din pădure 8. Cine trece-acuma dealul                                                               | orchestra „Doina Banatului” din Caransebeș Dirijor: Mihu Crăciun                             | Electrecord     | disc colectiv            |
| 1966 | EPE 0284 Muzică populară bănățeană          | vinil, LP, 30 cm | 7. Banii, banii 11. La maică-ta-i pare bine                                                                       | orchestra „Doina Banatului” din Caransebeș Dirijori: Nicolae Perescu (7), Chera Pavel (11)   | Electrecord     | disc colectiv            |
| 1967 | 184 124 Folk music of Rumania               | vinil, LP, 30 cm | 13. Banii, banii                                                                                                  | Dirijor: Nicolae Perescu                                                                     | Polydor         | disc colectiv            |
| 1969 | EPE 0403 Muzică populară bănățeană. vol. 2  | vinil, LP, 30 cm | 5. Trecui seara pe uliță 9. Mândruliță bănățeană                                                                  | orchestra „Doina Banatului” din Caransebeș Dirijor: Nicolae Perescu                          | Electrecord     | disc colectiv            |
| 1969 | EPC 10.070 Dragu-mi-i când cântă cucul      | vinil, EP, 17 cm | 1. Dragu mi-i când cântă cucul 2. Vino mândro-ntotdeauna 3. Scoală mândro, nu ședea 4. Te cunosc, mândro, pe mers | orchestra Nelu Stan                                                                          | Electrecord     |                          |
| 1976 | 45-STM-EPC 10.494 Dragu mi-i mândro de tine | vinil, EP, 17 cm | 1. Dragu mi-i mândro de tine 2. Haida mândro, haida să te joc 3. De nimica nu mi-i dor 4. Hai mândra mea          | orchestra George Vancu                                                                       | Electrecord     |                          |

## Decesul
A murit pe data de 31 mai 2013, la Glimboca la vârsta de 77 de ani.